# Frank Capra

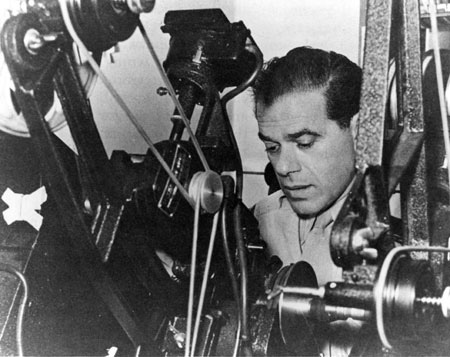
Frank Capra am Schneidetisch während seines Militärdienstes, ca. 1943

Frank Capra (* 18. Mai 1897 in Bisacquino auf Sizilien als Francesco Rosario Capra; † 3. September 1991 in La Quinta, Kalifornien) war ein US-amerikanischer Filmregisseur, Produzent und Autor italienischer Herkunft. Er zählte zu den erfolgreichsten Regisseuren seiner Generation.
Aus einer armen Auswandererfamilie stammend, gehörte Capra in den 1930er- und 1940er-Jahren zu Hollywoods populärsten und angesehensten Regisseuren. Mit den Filmen Es geschah in einer Nacht (1934), Mr. Deeds geht in die Stadt (1936) und Lebenskünstler (1938) gewann er dreimal den Oscar für die Beste Regie. Weitere bedeutende Filmklassiker unter seiner Regie sind In den Fesseln von Shangri-La (1937), Mr. Smith geht nach Washington (1939), Arsen und Spitzenhäubchen (1944) und Ist das Leben nicht schön? (1946). Häufig drehte er Tragikomödien im Kontext der Great Depression, die – stets auf der Seite des „Kleinen Mannes“ – zu gesellschaftlichen und sozialen Themen Stellung bezogen. Als spätere Filme nicht mehr an frühere Erfolge anknüpfen konnten, zog er sich 1964 nach 54 Filmen in den Ruhestand zurück.

## Frühes Leben
Frank Capra wurde in Bisacquino, einem Dorf in der Nähe von Palermo, geboren und auf den Namen Francesco Rosario getauft. Er war das jüngste von sieben – überlebenden – Kindern des Obstpflückers Salvatore Capra und seiner Ehefrau Sarah. Die Familie war römisch-katholisch und eng mit der Kirche verbunden.
Die Familie emigrierte 1903 in die Vereinigten Staaten, als er fünf Jahre alt war. Die dreizehntägige Schiffsreise über den Atlantik musste die Familie wegen Geldmangels im billigen Zwischendeck zubringen, das Elend dort beschrieb Capra später als eine seiner schlimmsten Lebenserfahrungen. Die Familie siedelte sich im östlichen Teil von Los Angeles an, in einem Stadtteil, den Capra später als „Italienisches Ghetto“ beschrieb. Sein Vater arbeitete wie bereits in Italien als Obstpflücker. Frank musste, während er die Schule besuchte, zehn Jahre lang nebenher als Zeitungsjunge Geld verdienen.
Frank Capra schloss die Highschool nach zehn Jahren ab und besuchte anschließend das California Institute of Technology. Für die Finanzierung des Studiums musste er sich mit verschiedenen Jobs Geld dazuverdienen: Er spielte Banjo in Nachtclubs, arbeitete in der Waschküche seiner Universität sowie als Kellner, und putzte Maschinen in einem lokalen Kraftwerk. Capra schloss sein Studium im Chemieingenieurwesen im Frühling 1918 ab. Bald darauf schloss er sich der US-Armee als Second Leutnant in den Ersten Weltkrieg an. Als Soldatenlehrer unterrichtete er an der Fort Point National Historic Site in San Francisco das Fach Mathematik.
Doch Capra erkrankte an der damals wütenden Spanischen Grippe und musste zu seiner Mutter zurückgeschickt werden. Wenig später verstarb sein Vater bei einem Unfall. Als er mit seiner Mutter und seinen Geschwistern in ihrer Wohnung lebte, war er zwar das einzige Familienmitglied mit einem College-Abschluss, allerdings auch das einzige ohne festes Einkommen. Nach einem Jahr ohne Arbeit verfiel er zeitweise in eine Depression.
Nach Überwindung seiner Depression lebte Capra die nächsten Jahre in verschiedenen Unterkünften um San Francisco; in Zügen oder mit Soldatentruppen reiste er quer durchs Land. Um sein Leben einigermaßen finanzieren zu können, arbeitete Capra als Aushilfe auf Farmen, als Filmstatist, als Pokerspieler und als Handelsvertreter, als der er unter anderen die Werke des Philosophen Elbert Hubbard verkaufte. Mit 24 Jahren drehte Capra die 32-minütige Dokumentation La Visita Dell'Incrociatore Italiano LIBYA a San Francisco. Dies war sein erster Kontakt zum Film, wenngleich ihm die kleine Dokumentation keinerlei Aufmerksamkeit oder gar Erfolg brachte.

## Filmkarriere

### 1922–1928: Die Anfänge in der Stummfilmära
1922 stieß Capra während seiner Zeit als Handelsvertreter auf eine Zeitungsanzeige, in der Regisseure für ein neues Filmstudio in San Francisco gesucht wurden. Am Telefon erzählte er den Produzenten, er würde direkt aus Hollywood kommen und hätte Erfahrung im Filmgeschäft. Der Studiogründer Walter Montague (1855–1924) stellte Capra ein und gab ihm 75 US-Dollar, um einen zehnminütigen Stummfilm zu drehen. Der angehende Regisseur drehte mit einem Kameramann und Amateurdarstellern in nur zwei Tagen den Film Fultah Fisher’s Boarding House, dessen Handlung auf einem Gedicht von Rudyard Kipling basierte.
Nachdem Walter Montagues Filmstudio wenig Erfolg hatte und schnell wieder aufgelöst worden war, suchte Capra in der Folgezeit nach neuen Anstellungen im Filmgeschäft und erhielt schließlich eine feste Anstellung in einem anderen kleinen Filmstudio in San Francisco.

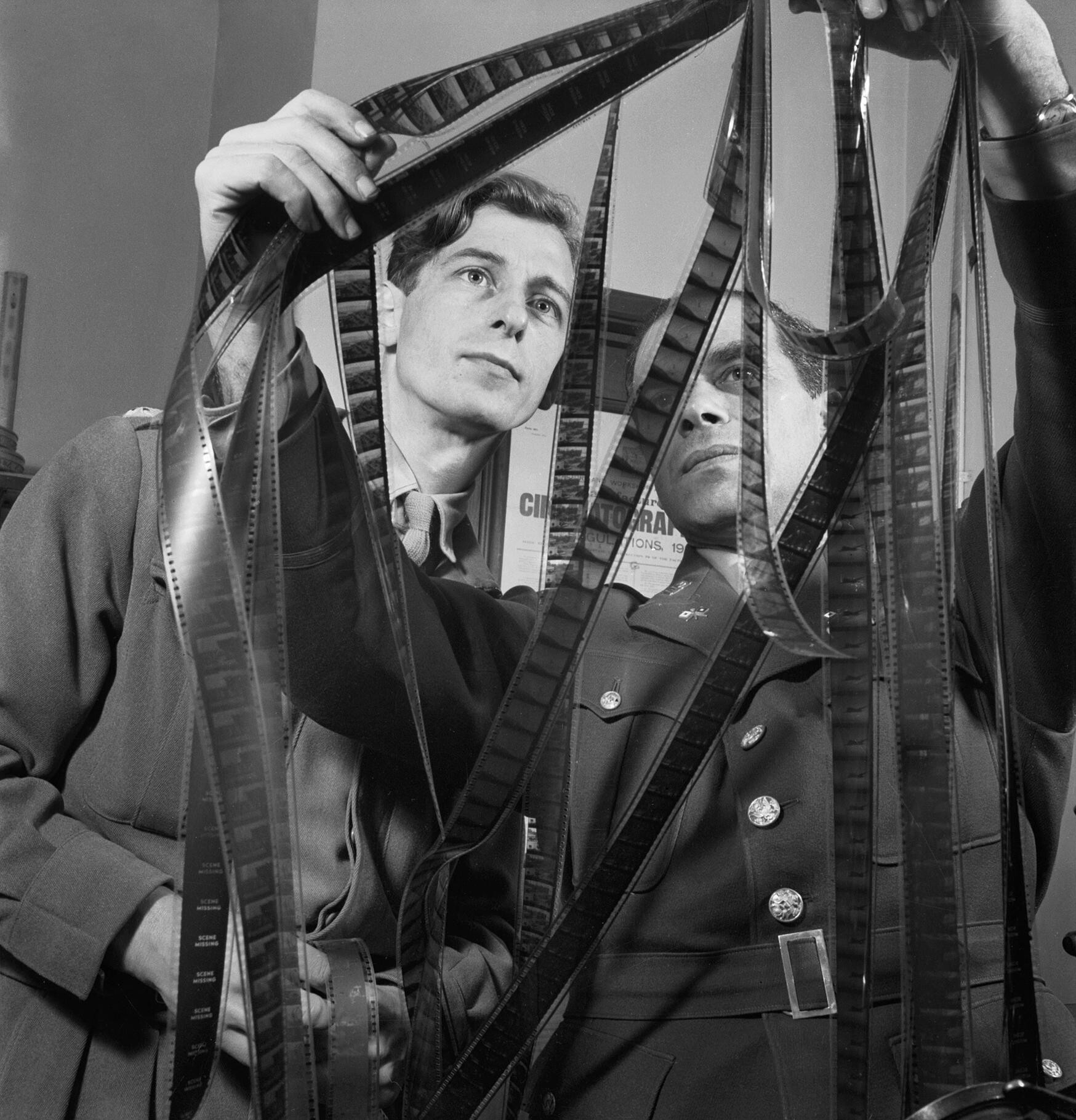
Capra (rechts) mit Roy Boulting beim Schneiden eines Filmes (Februar 1944)

Hier erweckte Capra die Aufmerksamkeit des Hollywood-Produzenten Harry Cohn, welcher ihn zu seinem neuen Filmstudio in Los Angeles lotste. Er arbeitete während dieser Zeit gleichzeitig als Requisiteur, Filmeditor, Titelschreiber und Assistenzregisseur; durch diese vielfältigen Aufgaben erlernte er jedoch die Grundlagen des Filmgeschäfts. 1924 arbeitete Capra kurz in der Drehbuchabteilung des Produzenten Hal Roach und schrieb unter anderem Gags für die Kleinen Strolche. Ende desselben Jahres konnte Roachs größter Konkurrent Mack Sennett Capra als Autor für die Filme des Komikers Harry Langdon abwerben; dort arbeitete er mit Arthur Ripley zusammen. Langdons Komikerfigur zeichnete sich durch grenzenlose Langsamkeit, Naivität und Unschuld aus, weshalb sie mit der großen, harten Welt meistens nicht zurechtkam. Auch Capra, der sich nun endgültig zum Komödienspezialisten entwickelte, hatte Anteil daran, dass Langdon sich Mitte der 1920er Jahre zu einem der erfolgreichsten Komiker Hollywoods emporschwang.
Als Langdon von Mack Sennetts Studio zu First National wechselte, um dort Langfilme herstellen zu können, nahm er Capra als seinen wichtigsten Autor und als Regisseur mit sich. 1926 und 1927 drehten sie zwei Langfilme, von denen der erste, The Strong Man, sowohl beim Publikum als auch bei Kritikern großen Erfolg hatte. Langdon wurde während dieser Zeit mit Charlie Chaplin, Harold Lloyd und Buster Keaton verglichen. Während der Dreharbeiten des zweiten Films kam es jedoch zu einem Streit zwischen Capra und Langdon und das Erfolgsduo trennte sich. Die Reaktionen auf den Film waren negativ und Langdons Stern begann zu sinken. Nach der Trennung von dem Komiker drehte Capra für First National mit For the Love of Mike noch eine weitere Stummfilmkomödie, in welcher auch die zu diesem Zeitpunkt noch nahezu unbekannte Claudette Colbert eine Rolle innehatte. Auch dieser Film wurde mit schlechten Kritiken bedacht und Capra erhielt keinen weiteren Vertrag bei First National.

### 1928–1933: Erste Erfolge bei Columbia Pictures
Der arbeitslose Regisseur wurde 1928 vom Produzenten Harry Cohn, der ihn einst nach Hollywood geholt hatte, erneut für dessen Filmstudio Columbia Pictures verpflichtet. Columbia gehörte zu dieser Zeit zu den sogenannten Poverty-Row-Filmstudios in Hollywood, die mit den großen Filmstudios und deren hohen Budgets nicht konkurrieren konnten, Columbia Pictures wollte allerdings an Bedeutung und Größe gewinnen und zu den größeren Filmstudios aufschließen, doch dafür mussten erfolgreiche Langfilme produziert werden. Hierfür wurde Capra verpflichtet. Insgesamt drehte der Regisseur zwanzig Filme für Columbia Pictures, neun davon gleich im ersten Jahr. Die meisten dieser neun Filme Capras stellten sich als sehr erfolgreich heraus, sodass Cohn dessen Gehalt von 1000 US-Dollar pro Film auf das Jahresgehalt von 25.000 US-Dollar vergrößerte. Er drehte unter anderem das Drama Junge Generation (1929), über eine jüdische Familie in New York, deren Sohn seine jüdischen Wurzeln verleugnet, um weiter in der Gunst seiner Freundin zu bleiben.
Ende der 1920er-Jahre hielt der Tonfilm Einzug in Hollywood; Capra begrüßte diese Neuerung im Gegensatz zu vielen seiner Kollegen und hielt den Tonfilm nicht für eine vorübergehende Modeerscheinung. Bei der Produktion seiner ersten Tonfilme war ihm das Ingenieurstudium ein Vorteil, denn – wie sich später Capras langjähriger Kameramann Joseph Walker erinnerte – verstand er im Gegensatz zu den meisten anderen Regisseuren auch etwas von der technischen Materie und hatte sich schnell an die technischen Neuerungen des Tonfilmes gewöhnt. Neben dem Kameramann Joseph Walker, welcher mit dem Regisseur bei insgesamt 18 Filmen zusammenarbeitete, wurde auch der Drehbuchautor Robert Riskin regelmäßig von Capra verpflichtet. In vielen Capra-Filmen schrieb Riskin die witzigen und scharfen Dialoge und beide wurden zu „Hollywoods umjubeltstem Regisseur/Autor-Team“.
Nach Achtungserfolgen wie dem Abenteuerfilm Das Luftschiff (1931) und vor allem der Komödie Vor Blondinen wird gewarnt (1931), die Jean Harlows Karriere erheblich voranbrachte, drehte Capra im Jahre 1933 die Komödie Lady für einen Tag. Mit der 75-jährigen May Robson – welche eine arme Apfelverkäuferin spielt, die sich als Dame verkleidet – hatte der Film eine eher ungewöhnliche Hauptdarstellerin. Dennoch wurde er für vier Oscars nominiert, darunter auch in der Kategorie Beste Regie für Capra, ging aber bei der Verleihung leer aus. Dennoch gilt Lady für einen Tag als Capras erster großer Wurf, außerdem war es Columbias erster Streifen, welcher für einen Oscar als Bester Film nominiert wurde.

### 1934–1941: Große Kinoklassiker und drei Oscars als Bester Regisseur
Im folgenden Jahr sollte Capra seinen Erfolg von Lady für einen Tag allerdings übertreffen: Seine Roadmovie-Komödie Es geschah in einer Nacht (1934) gewann als erster Film alle Oscars in den fünf Hauptkategorien (Bester Film, Bester Regisseur, Bester Hauptdarsteller, Beste Hauptdarstellerin, Bestes Drehbuch). Claudette Colbert spielt im Film eine verwöhnte Millionenerbin, welche vor ihrem Vater zu einem snobhaften Geliebten flieht und auf diesem Weg nicht nur das Elend der normalen Bevölkerung in der Great Depression kennenlernt, sondern sich dabei auch in einen bodenständigen Reporter (Clark Gable) verliebt. Trotz dieser eigentlich komischen Handlung zeigt Capra also ebenso die Probleme der amerikanischen Durchschnittsbürger in der Weltwirtschaftskrise auf. Es geschah in einer Nacht gilt heute als Gründungsfilm der Screwball-Komödie schlechthin und beförderte Columbia Pictures in die Reihe der großen Hollywood-Studios. Auch bei Capras folgendem Film Broadway Bill über Pferderennen handelte es sich um eine Screwball-Komödie, allerdings war er nicht so erfolgreich wie Es geschah in einer Nacht.
Nach Broadway Bill entschied sich Capra, künftig noch mehr Einfluss auf seine Drehbücher zu nehmen und in seinen Filmen auch politische, gesellschaftliche oder moralische Botschaften an die Öffentlichkeit zu senden. Der erste Film dieser Art war Mr. Deeds geht in die Stadt mit Gary Cooper und Jean Arthur in den Hauptrollen. Cooper spielt einen Glückskarten-Dichter, ein freundlich-naives Landei, das ein Millionenvermögen erbt und mit seinem Geld viel Gutes tut, ehe seine geldgierigen und betrügerischen Anwälte ihn für verrückt erklären wollen. Der Kritiker Alistair Cooke schrieb bei Mr. Deeds, dass Capra beginnen würde, mehr Filme über Themen als über Menschen zu drehen. Für Mr. Deeds geht in die Stadt gewann Capra seinen zweiten Oscar als Bester Regisseur. Von Capras vorigen Filmen unterschied sich dagegen der Abenteuerfilm In den Fesseln von Shangri-La (1937) mit Ronald Colman, welcher auf dem utopischen Roman Der verlorene Horizont von James Hilton basierte. Der Dreh verbrauchte die damals hohe Summe von 1,5 Millionen US-Dollar, unter anderem weil der Film in einem exotischen, wunderschön-utopischen Tal im Himalaya spielt – die Kulissen des Filmes waren daher äußerst aufwendig.
Am 5. Mai 1936 war Capra, inzwischen bestbezahlter Regisseur in Hollywood, Gastgeber der Oscarverleihung 1936.
Mit seinem dritten Oscar als Bester Regisseur in fünf Jahren wurde Capra für die Komödie Lebenskünstler ausgezeichnet, außerdem gewann die Produktion den Oscar für den Besten Film des Jahres. Lebenskünstler basiert auf dem Erfolgsstück You Can’t Take It with You, welches am Broadway ab Dezember 1937 insgesamt 837 Vorstellungen hatte. Jean Arthur und James Stewart spielen in den Hauptrollen ein junges Liebespaar, deren äußerst unterschiedliche Familien – die einen knallharte Geschäftsleute, die anderen alternative Exzentriker – sich kennenlernen. In Lebenskünstler hatte der Kolkrabe Jimmy the Raven seinen ersten Auftritt, den Capra auch in vielen seiner späteren Filme besetzte. 1939 drehte Capra mit der Politiksatire Mr. Smith geht nach Washington einen seiner bekanntesten Filme, erneut mit Arthur und Stewart in den Hauptrollen. Capra machte Stewart mit den Hauptrollen in Lebenskünstler und Mr. Smith zum Hollywood-Star. In Mr. Smith geht nach Washington wird Capras Patriotismus deutlich, er zeigt „das Individuum im demokratischen System beim Kämpfen gegen zügellose Korruption in der Politik“. Bei seiner Veröffentlichung war der Film bei Kritikern und Publikum beliebt, doch viele Politiker waren erzürnt. So bat der damalige US-Botschafter in Großbritannien, Joseph P. Kennedy, Columbia-Boss Harry Cohn, dass der Film nicht in Europa gezeigt werden sollte. An US-Präsident Franklin D. Roosevelt schrieb Kennedy, dass der Film im Ausland den falschen Eindruck erzeuge, in den USA würden Bestechung, Korruption und Gesetzlosigkeit herrschen. Solch ein Eindruck sei insbesondere im Hinblick auf den beginnenden Zweiten Weltkrieg fatal für Amerika.
Capra und Cohn ignorierten die Kritik am Film und der Regisseur verteidigte seinen Film mit den Worten: „Je unsicherer die Menschen auf der Welt sind, desto mehr verstreuen und verlieren sich ihre schwergewonnenen Freiheiten im Wind der Risiken, umso mehr brauchen sie eine tönendes Statement für Amerikas demokratische Ideale.“ Mr. Smith geht nach Washington war für elf Oscars nominiert, konnte aber gegen starke Konkurrenz nur einen Preis für die Beste Originalgeschichte entgegennehmen. Als das Vichy-Regime im Zweiten Weltkrieg US-amerikanische Filme in den Kinos verbot, zeigten viele Kinobesitzer als letzten amerikanischen Film vor dem Inkrafttreten des Gesetzes Mr. Smith als Zeichen für Demokratie.
Nach diesem Film verließ Capra Columbia Pictures und drehte seine nächsten beiden Filme bei Warner Bros. Sein erster Film dort, Hier ist John Doe, erschien 1941. Der Filmheld, gespielt von Gary Cooper, ist ein ehemaliger Baseballspieler, der ohne Arbeit und Geld durchs Land zieht, ehe er von Nachrichtenreportern zum amerikanischen Durchschnittsbürger „John Doe“ ausgerufen wird und zum Held der Massen mutiert. Kurz vor dem Eintritt der USA in den Zweiten Weltkrieg veröffentlicht, zeigt Hier ist John Doe erneut patriotische Züge und enthält außerdem eine Botschaft gegen Faschismus: ein skrupelloser und offensichtlich faschistischer Industrieller mit diktatorischen Absichten nutzt John Doe für seine Zwecke aus und will zum Präsidenten werden. Viele Filmhistoriker sehen diesen Film als einen der persönlichsten von Capra an, vor allem weil dieser wie sein Filmheld einen rasanten Aufstieg hingelegt hatte, jedoch auch von Unsicherheiten geprägt war.

### 1941–1946: Zweiter Weltkrieg und „Arsen und Spitzenhäubchen“

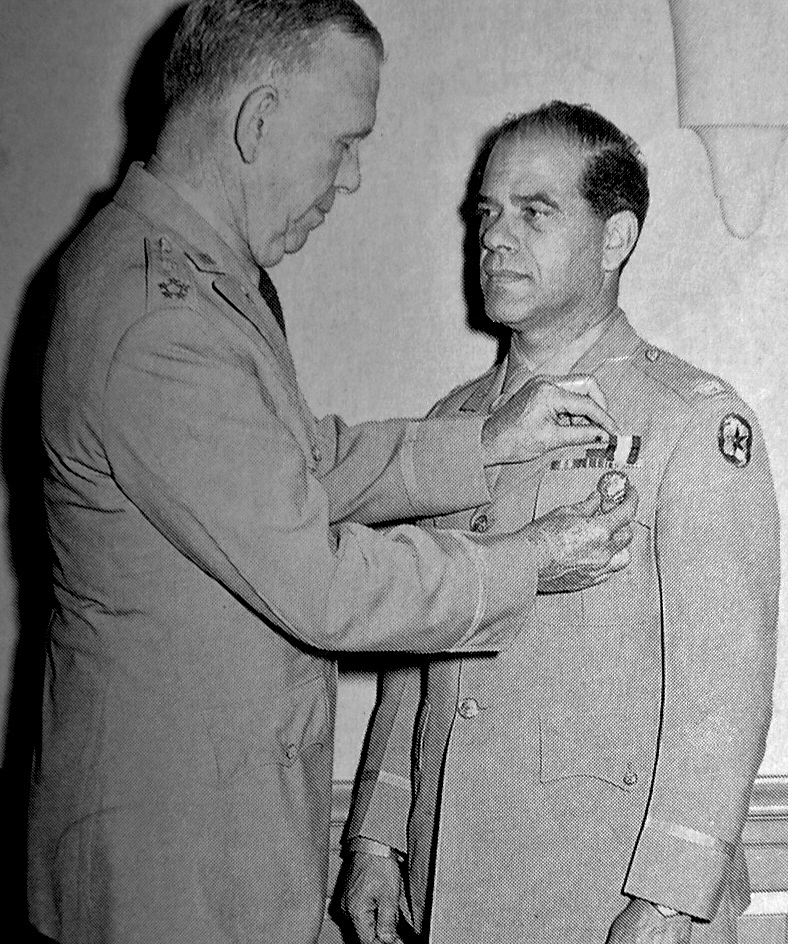
Capra (rechts) erhält die Army Distinguished Service Medal von General Marshall, 1945

Nur vier Tage nach dem Angriff auf Pearl Harbor am 7. Dezember 1941 trat Capra in die US-Armee im Rang eines Majors ein. Bei seiner Einberufung gab er nicht nur vorerst seine Hollywood-Karriere, sondern auch den Vorsitz der Directors Guild of America auf. Biografen schrieben später, dass er mit seinem Eintritt als Einwanderer seinen Patriotismus zu Amerika beweisen wollte; nach eigener Aussage wollte er sich auch etwas vom Glanz und Geld Hollywoods entfernen, der im Gegensatz zu den Inhalten seiner Filme stand. In den nächsten Jahren war er, in Diensten des United States Army Pictorial Service stehend, am Dreh zahlreicher Kriegsdokumentationen für Amerika beteiligt. Sein Ziel war es zu erklären, warum die US-Soldaten für ihr Land in den Krieg zogen und was ihre Ziele waren. Damit distanzierte er sich bewusst von Propagandafilmen aus Deutschland oder Japan.
Zu einem großen Erfolg wurde seine siebenteilige, preisgekrönte Dokumentarfilmreihe von 1942 bis 1945, Why We Fight, die Capra als Antwort auf Leni Riefenstahls Nazi-Propagandafilm Triumph des Willens verstand. Zusätzlich produzierte er mit Walt Disneys Hilfe insgesamt 28 drei- bis fünfminütige Schwarz/Weiß-Cartoons über „Private Snafu“, die zu Unterrichtszwecken in den Streitkräften eingesetzt wurden. Für die Hintergrundmusik von Capras Dokumentationsfilmen waren namhafte Hollywoodkomponisten wie Alfred Newman und Dimitri Tiomkin verantwortlich. General George C. Marshall, unter dessen Kommando Capra stand, sagte nach der Sichtung von Capras erstem Armee-Film: „Colonel Capra, wie haben sie das nur hingekriegt? Das ist die wunderschönste Sache!“ Capras Dokumentarfilme wurden in der Folge in Französisch, Spanisch, Portugiesisch und Chinesisch übersetzt und Winston Churchill verlangte, dass alle Why we Fight-Filme im britischen Kino gezeigt werden sollen.
1944 wurde Capras Arsen und Spitzenhäubchen mit Cary Grant in der Hauptrolle veröffentlicht, den Capra allerdings bereits 1941 abgedreht hatte. Die mit Schwarzem Humor angereicherte Komödie basiert auf dem Theaterstück Spitzenhäubchen und Arsenik (Arsenic and Old Lace) von Joseph Kesselring und wurde von dem Drehbuchautor Julius J. Epstein adaptiert. Der Erfolg der Bühnenfassung am Broadway verzögerte die Uraufführung des Films bis ins Jahr 1944, denn die Produzenten hatten sich vertraglich verpflichtet, mit der Auswertung des Filmes bis nach Absetzung des Stückes am Broadway zu warten. Der Film erhielt exzellente Kritiken und war auch beim Publikum erfolgreich. Heute gilt er als Klassiker der Schwarzen Komödie.

### 1946–1964: „Ist das Leben nicht schön?“ und nachlassender Erfolg
Nach Ende des Weltkrieges gründete Capra zusammen mit seinen Regiekollegen William Wyler und George Stevens seine eigene Produktionsfirma Liberty Films, um noch mehr Kontrolle über seine Werke zu erhalten. Jedoch wurde die Firma nach Capras Filmen Ist das Leben nicht schön? (1946) und Der beste Mann (1948) bereits wieder aufgelöst. Die aufwendige Tragikomödie Ist das Leben nicht schön? ist heute wahrscheinlich Capras berühmtester Streifen. Dabei war der Film mit James Stewart in der Hauptrolle bei seiner Veröffentlichung, obwohl er für fünf Oscars nominiert wurde, ein finanzieller Misserfolg. Erst durch zahllose Ausstrahlungen im US-Fernsehen wurde der Film ab den 1970er-Jahren wiederentdeckt und gilt heute als Weihnachtsklassiker. Der Film handelt von einem Mann, der sich um die Bevölkerung seiner Kleinstadt verdient gemacht hat, aber nach einem Missgeschick an einem Weihnachtsabend seinen Lebensmut verliert und sich von der Brücke stürzen will, sodass ein Engel ihm helfen muss. In seinem „optimistischen Glauben an das Gute im Menschen“ und seiner „einfallsreichen Machart“ sei es ein typischer Capra-Film. Ist das Leben nicht schön? wurde vom American Film Institute zum inspirierendsten amerikanischen Film aller Zeiten gewählt.
Bei Ist das Leben nicht schön? warfen Kritiker Capra erstmals eine übersentimentale und überidealistische Art vor. Seine Filmthemen aus der Great Depression passten zunehmend nicht mehr zum Geschmack der Öffentlichkeit, der sich gewandelt hatte, und seine Filme waren nicht mehr so erfolgreich. Capra selbst machte dafür die steigende Macht der Filmstars verantwortlich, die sich in seine Regiearbeit einmischten. Nach Der beste Mann mit dem Paar Katharine Hepburn und Spencer Tracy waren die meisten seiner Filme auch kommerziell nicht mehr erfolgreich. Nach zwei belanglosen, wenig erfolgreichen Filmen mit Bing Crosby produzierte er in den 1950er-Jahren im Rahmen der Bell Laboratory Science Series vier naturwissenschaftliche Dokumentarfilme fürs Fernsehen, die später häufig in amerikanischen Schulklassen gezeigt wurden. Bei der Berlinale 1958 fungierte Capra als Jurypräsident. Erst 1959 drehte Capra mit der Komödie Eine Nummer zu groß mit Frank Sinatra und Edward G. Robinson wieder einen Spielfilm, der jedoch nur mittelmäßige Einnahmen brachte. Sein letzter Spielfilm Die unteren Zehntausend war eine Neuverfilmung seines eigenen Filmes Lady für einen Tag von 1933, wobei Bette Davis diesmal die Rolle der Apfelverkäuferin spielte. Immerhin erhielt der Film drei Oscar-Nominierungen, dennoch halten die meisten Kritiker den Originalfilm für besser als das Remake. Anschließend drehte Capra nur noch den Dokumentarfilm Rendezvous in Space (1964) für den Konzern Martin Marietta.

## Privatleben, politische Ansichten und Ruhestand

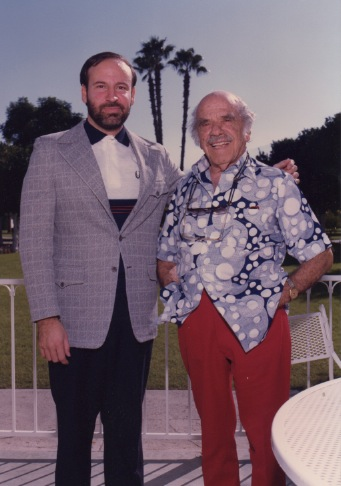
Capra (rechts) im Ruhestand mit Alan Greenberg

Frank Capra heiratete 1923 die Schauspielerin Helen Howell, die Ehe wurde 1928 geschieden. Noch im selben Jahr heiratete er Lucille Warner. Der Ehe, die 1984 durch Warners Tod endete, entstammen eine Tochter und drei Söhne – ein Sohn starb bereits als Säugling. Ein Sohn war der Filmproduzent Frank Capra junior, dessen Sohn ist der Assistenzregisseur Frank Capra III. (* 1959).
Zu den Interessen Capras gehörten Jagen, Fischen und Klettern, zudem besaß er eine vier Quadratkilometer große Ranch in Fallbrook. Er sammelte außerdem seltene und alte Bücher, so brachte ihm eine Auktion im Jahre 1948 insgesamt 68.000 US-Dollar für ein Buch. Im hohen Alter spielte er Gitarre und schrieb einige Kurzgeschichten und Songtexte. Capra hegte ein besonderes Interesse an Naturwissenschaften und Mathematik.
Zwischen 1935 und 1939 fungierte Capra als Vorsitzender der Academy of Motion Picture Arts and Sciences, außerdem war er drei Jahre Präsident der Directors Guild of America, an deren Gründung er beteiligt war. Politisch war der patriotische Capra Republikaner und Konservativer sowie Gegner von Franklin D. Roosevelt und seiner Politik in der Great Depression. Weil Capra es aus schlechten Verhältnissen zu so großem Erfolg gebracht hatte, glaubte er, dass alle Menschen dies ebenfalls mit harter Arbeit schaffen könnten, und sah keinen Grund für Staatshilfen. Er stand allerdings gegen Korruption und war auch der Wirtschaft gegenüber kritisch eingestellt. Zudem arbeitete er häufig mit linken Drehbuchautoren zusammen, weshalb viele seiner Filme einen „linken Anstrich“ hatten und etwa Kapitalismuskritik übten.
Hinter Ist das Leben nicht schön? wurde sogar vom FBI „subversive kommunistische Propaganda“ vermutet. In seinem 1958 gedrehten Dokumentarfilm The Unchained Goddess (Die entfesselte Göttin) sehen manche heute eine klarsichtige Vorwegnahme der modernen Kritik an den fossil-ökonomischen Ursachen des Klimawandels.
1929 drehte Capra den Film Junge Generation (The Younger Generation), seinen ersten Tonfilm. In dem Film wurde mit großer Sympathie die Geschichte einer aus der sozialen Ausgrenzung aufstrebenden jüdischen Familie erzählt. Capras Biograf Joseph McBride deutete den Film später als Ausdruck einer gewissen Identifikation des italienischen Einwanderers mit der ebenfalls ethnisch diskriminierten jüdischen Gemeinschaft. Capras erste Ehefrau war Jüdin, und Capra arbeitete in Hollywood mit vielen Personen jüdischen Glauben oder jüdischer Abstammung zusammen. Besonders in späteren Jahren äußerte er sich jedoch wiederholt judenfeindlich mit einer Deutlichkeit, die nach Meinung der Filmkritikerin und Hollywoodhistorikerin Karina Longworth auch nicht durch den Zeitgeist zu entschuldigen ist. Auch McBride stellt fest, dass Capras persönliche Verbitterung dazu führte, dass er Juden dafür verantwortlich machte, nicht den künstlerischen und finanziellen Erfolg erreicht zu haben, der ihm seiner eigenen Meinung nach zustand.
Nach seinem letzten Film 1964 verbrachte Capra viele Jahre im Ruhestand und kümmerte sich um den Nachruhm seiner Filme. 1971 veröffentlichte er seine Autobiografie The Name Above the Title. Er war außerdem als Zeitzeuge an Dokumentationen beteiligt und nahm verschiedene Auszeichnungen entgegen. Er befand sich bis Ende der 1980er-Jahre bei guter Gesundheit, ehe er eine Reihe von Herzanfällen erlitt. Frank Capra verstarb 1991 im Alter von 94 Jahren in La Quinta an einem Herzinfarkt. Er wurde auf dem Coachella Valley Public Cemetery im Coachella Valley beigesetzt. Seine Aufzeichnungen und Schriften befinden sich als Nachlass in der Wesleyan University.

## Regiestil und Bedeutung

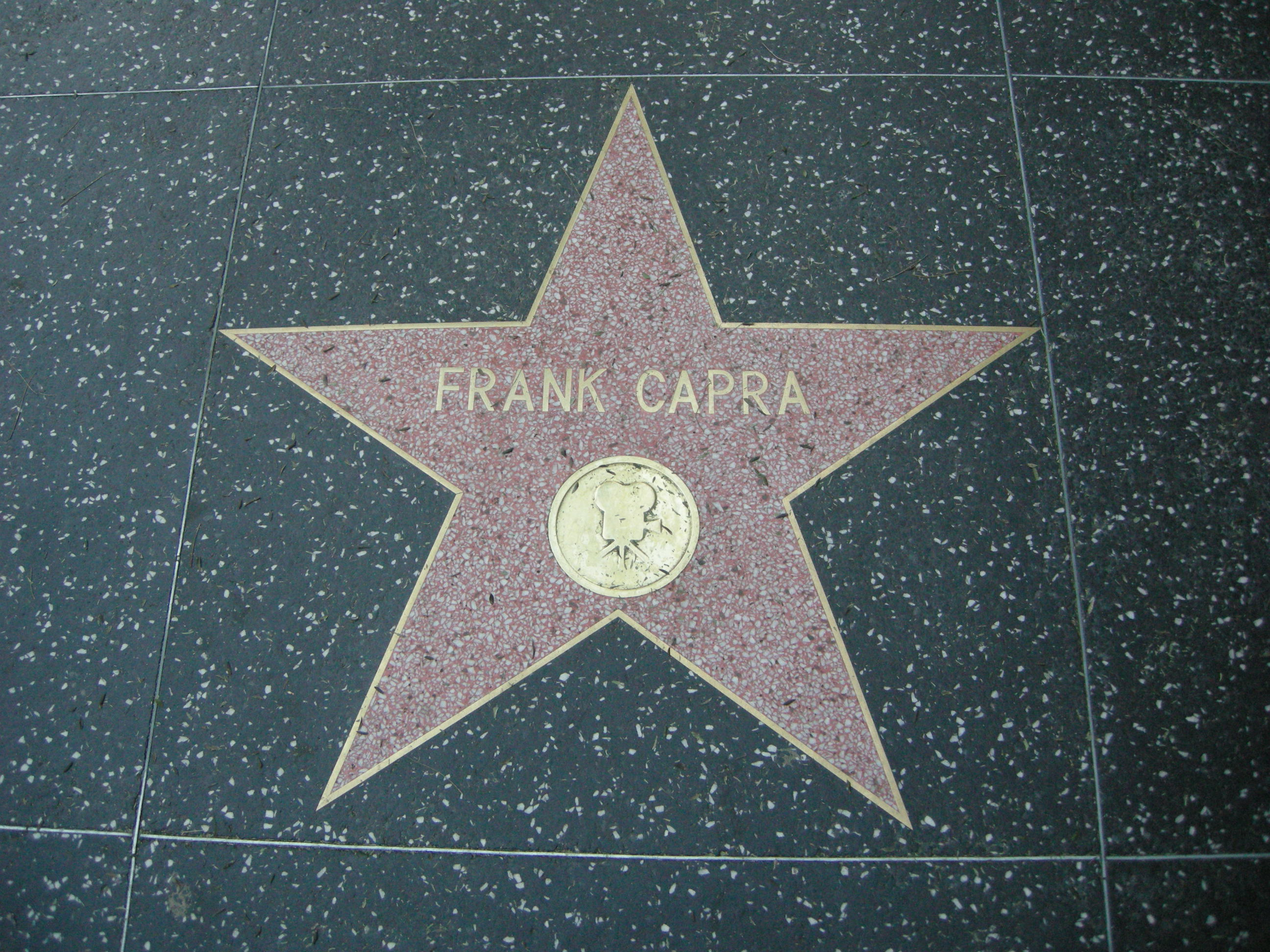
Frank Capras Stern auf dem Hollywood Walk of Fame

Frank Capra gilt bis heute als einer der einflussreichsten Regisseure Hollywoods. In den 1930er- und 1940er-Jahren zählte er zu den weltweit zwei bis drei berühmtesten und erfolgreichsten Regisseuren. Er gehörte zu den wenigen Regisseuren, deren Namen auch einem breiteren Kinopublikum bekannt waren. Als besondere Auszeichnung verstand er selbst, dass sein Name über dem Titel des Films stand. The Name Above the Title nannte er darum auch seine Autobiographie. Zu diesem Erfolg verhalf Capra insbesondere der Fakt, dass seine Filme eine bestimmte Handschrift trugen und so ein Capra-Film fast immer auch als solcher zu erkennen war. Damit stand er im Gegensatz zu vielen anderen Regisseuren im Studiosystem, welche die Filme drehten, die sie gerade von ihren Produzenten „vorgesetzt“ bekamen. Er verlangte möglichst viel Unabhängigkeit von Produzenten und arbeitete deshalb zum Beispiel jahrelang mit einem kleineren Studio wie Columbia zusammen, bei dem er etwas mehr Freiheiten hatte.
Capras Genre war die Komödie, jedoch sind viele seiner Komödien mit tragischen und sentimentalen Momenten, bissiger Gesellschaftskritik und Pathos durchsetzt. Häufig wird eine positive Geschichte in einem negativen Umfeld gezeigt, etwa die Liebesgeschichte in Es geschah in einer Nacht mitten zwischen verbitterten, von der Great Depression gezeichneten Menschen. Er setzte stets den guten „Kleinen Mann“ als Hauptfigur ein, welcher vor allem von James Stewart oder Gary Cooper gespielt wurde. Seine Filme enthielten oft Botschaften über das Gute in der menschlichen Natur und zeigen, was durch Uneigennützigkeit und harte Arbeit erreicht werden kann. Diese Figur behauptet sich durch seine wohlwollende, etwas naive und idealistische Art gegen die Schurken. Wohlhabende oder mächtige Menschen erschienen dagegen häufig als Bösewichte, ein gutes Beispiel sind Edward Arnolds Verkörperungen von machtgierigen Industriellen in Mr. Smith geht nach Washington und Hier ist John Doe. Die mächtigen Schurken seiner Filme wurden allerdings am Ende nur selten bestraft, weil er dies für realistischer hielt. Ein weiterer Aspekt in seinem Film ist der American Dream, verbunden mit einem gewissen Patriotismus und dem Glauben an Freiheit. Seine besten Filme zeichnen sich durch schlagfertige, aber dennoch natürlich wirkende Dialoge, markante und oftmals komische Figuren, ein hohes Tempo und etwas Action aus. Am Ende steht trotz vieler Probleme ein positives, fast märchenhaftes Happy End.
Capra improvisierte sehr viel bei seinen Filmen und kam häufig nur mit ungenauen Scripts ans Filmset. Im Gegensatz zu vielen fast diktatorischen Regisseuren zur damaligen Zeit herrschte bei ihm am Set meistens eine angenehme, aber künstlerische Atmosphäre. Obwohl er durchaus dynamische und schnelle Kamerabewegungen und Schnitte in seinen Filmen hatte, stand Capra eher ablehnend gegen technische Spielereien wie experimentelle Kameraperspektiven, was er als schlechte Ablenkung des Publikums verstand. Einige Kritiker entdeckten einen gewissen Purismus in seiner Arbeit. Hinter der Kamera vertraute er meistens über viele Jahre auf dieselben Leute und viele Schauspieler wie H. B. Warner besetzte er in gleich mehreren seiner Filme. Abwertend werden seine Filme oft „Capra-Corn“ genannt, der positive Gegenbegriff ist „Capraesque“. Mit seinen Werken beeinflusste er viele spätere, bedeutende Regisseure maßgeblich.

## Zitat
“Film is a disease. When it infects your bloodstream, it takes over as the number one hormone; it bosses the enzymes; directs the pineal gland; plays Iago to your psyche. As with heroin, the antidote to film is more film.”

„Film ist eine Krankheit. Wenn er deinen Blutkreislauf befällt, übernimmt er die Rolle des wichtigsten Hormons; er kommandiert die Enzyme; steuert die Zirbeldrüse; spielt den Iago für deine Psyche. Wie bei Heroin ist das Gegenmittel zum Film – mehr Film.“

## Filmografie
- 1922: The Ballad of Fisher’s Boarding House (Kurzfilm)
- 1926: Der starke Mann (The Strong Man)
- 1927: Die ersten langen Hosen (Long Pants)
- 1927: For the Love of Mike
- 1928: That Certain Thing
- 1928: So This Is Love?
- 1928: The Matinee Idol
- 1928: The Way of the Strong
- 1928: Say It with Sables
- 1928: Submarine
- 1928: The Power of the Press
- 1928: The Burglar
- 1929: Junge Generation (The Younger Generation)
- 1929: The Donovan Affair
- 1929: Flieger (Flight)
- 1930: Ladies of Leisure
- 1930: Rain or Shine
- 1931: Helden der Luft (Dirigible) (TV-Titel: Das Luftschiff)
- 1931: The Miracle Woman
- 1931: Vor Blondinen wird gewarnt (Platinum Blonde)
- 1932: Sehnsucht ohne Ende (Forbidden)
- 1932: Bankkrach in Amerika (American Madness) (TV-Titel: Der Tag, an dem die Bank gestürmt wurde)
- 1933: Lady für einen Tag (Lady for a Day)
- 1933: The Bitter Tea of General Yen
- 1934: Broadway Bill
- 1934: Es geschah in einer Nacht (It Happened One Night)
- 1936: Mr. Deeds geht in die Stadt (Mr. Deeds Goes to Town)
- 1937: In den Fesseln von Shangri-La (Lost Horizon)
- 1938: Lebenskünstler (You Can’t Take It with You)
- 1939: Mr. Smith geht nach Washington (Mr. Smith Goes to Washington)
- 1941: Hier ist John Doe (Meet John Doe)
- 1942: Vorspiel zum Krieg (Prelude to War, Dokumentarfilm)
- 1943: The Nazis Strike (Dokumentarfilm)
- 1943: Luftschlacht um England (The Battle of Britain, Dokumentarfilm)
- 1943: Divide and Conquer (Dokumentarfilm)
- 1943: The Battle of Russia (Dokumentarfilm)
- 1944: Die Schlacht um China – Der eiserne Widerstand (The Battle of China, Dokumentarfilm)
- 1944: Tunisian Victory (Dokumentarfilm)
- 1944: Arsen und Spitzenhäubchen (Arsenic and Old Lace)
- 1945: Your Job in Germany (Kurzfilm, Dokumentarfilm)
- 1945: Know Your Enemy – Japan (Dokumentarfilm)
- 1945: Here Is Germany (Propagandafilm, Dokumentarfilm)
- 1945: Two Down and One to Go (Kurzfilm, Dokumentarfilm)
- 1945: War Comes to America (Dokumentarfilm)
- 1946: Ist das Leben nicht schön? (It’s a Wonderful Life)
- 1948: Der beste Mann (State of the Union)
- 1950: Lach und wein mit mir (Riding High)
- 1951: Hochzeitsparade (Here Comes the Groom)
- 1956: Our Mr. Sun (Fernsehfilm, The Bell Laboratories Science Series)
- 1957: Hemo the Magnificent (Fernsehfilm, The Bell Laboratories Science Series)
- 1957: The Strange Case of the Cosmic Rays (Fernsehfilm, The Bell Laboratories Science Series)
- 1958: The Unchained Goddess (Fernsehfilm, The Bell Laboratories Science Series)
- 1959: Eine Nummer zu groß (A Hole in the Head)
- 1961: Die unteren Zehntausend (Pocketful of Miracles)
- 1964: Rendezvous in Space (Kurzfilm, Dokumentarfilm)

## Auszeichnungen (Auswahl)
| Platz | Film                           |
| ----- | ------------------------------ |
| 21    | Ist das Leben nicht schön?     |
| 194   | Mr. Smith geht nach Washington |
| 242   | Es geschah in einer Nacht      |

Oscar
- 1934: Nominierung als Bester Regisseur für Lady für einen Tag
- 1935: Auszeichnung als Bester Film für Es geschah in einer Nacht
- 1935: Auszeichnung als Bester Regisseur für Es geschah in einer Nacht
- 1937: Nominierung als Bester Film für Mr. Deeds geht in die Stadt
- 1937: Auszeichnung als Bester Regisseur für Mr. Deeds geht in die Stadt
- 1938: Nominierung als Bester Film für In den Fesseln von Shangri-La
- 1939: Auszeichnung als Bester Regisseur für Lebenskünstler
- 1940: Nominierung als Bester Regisseur für Mr. Smith geht nach Washington
- 1947: Nominierung als Bester Regisseur für Ist das Leben nicht schön?

Golden Globes
- 1947: Auszeichnung als Bester Regisseur für Ist das Leben nicht schön?

American Film Institute
- 1982: AFI Life Achievement Award für sein Lebenswerk

Internationale Filmfestspiele von Venedig
- 1982: Goldener Löwe für sein Lebenswerk

Hollywood Walk of Fame
- 1960: Stern für seine Filmarbeit

1984 wurde Frank Capra zum Ehrenmitglied der American Academy of Arts and Letters gewählt. 1986 wurde er mit der National Medal of Arts ausgezeichnet.

## Autobiographie
- Autobiographie. (OT: The Name Above the Title). Diogenes, Zürich 1992, ISBN 3-257-01938-6.

## Filmdokumentationen
- Frank Capra – Der amerikanische Traum eines Cineasten (Originaltitel: Frank Capra, il était une fois l'Amérique). Französische TV-Dokumentation (2018) von Patrick Glâtre und Dimitri Kourtchine, 53 Minuten.